# Rhins
Le Rhins ou Reins est une rivière française, qui coule dans les départements du Rhône et de la Loire en région Auvergne-Rhône-Alpes. C'est un affluent direct de la Loire en rive droite qui conflue à Roanne avec cette dernière.

## Géographie
Le Rhins prend sa source dans les monts du Beaujolais à Ranchal, localité du Rhône située à 15 kilomètres à l'ouest de la ville de Beaujeu et à une dizaine de kilomètres au sud-sud-est de Chauffailles. Il se dirige d'abord droit au sud, puis oblique vers l'ouest, et vers le nord-ouest en fin de parcours. Il conflue avec la Loire à Roanne.
Il est l'un des rares cours d'eau de France dont le nom possède deux orthographes différentes officielles : Reins dans sa première partie, Rhins dans la deuxième partie, comme le confirme d'ailleurs l'orthographe des noms des communes traversées (Saint-Vincent-de-Reins en amont, Saint-Victor-sur-Rhins en aval).

## Affluents

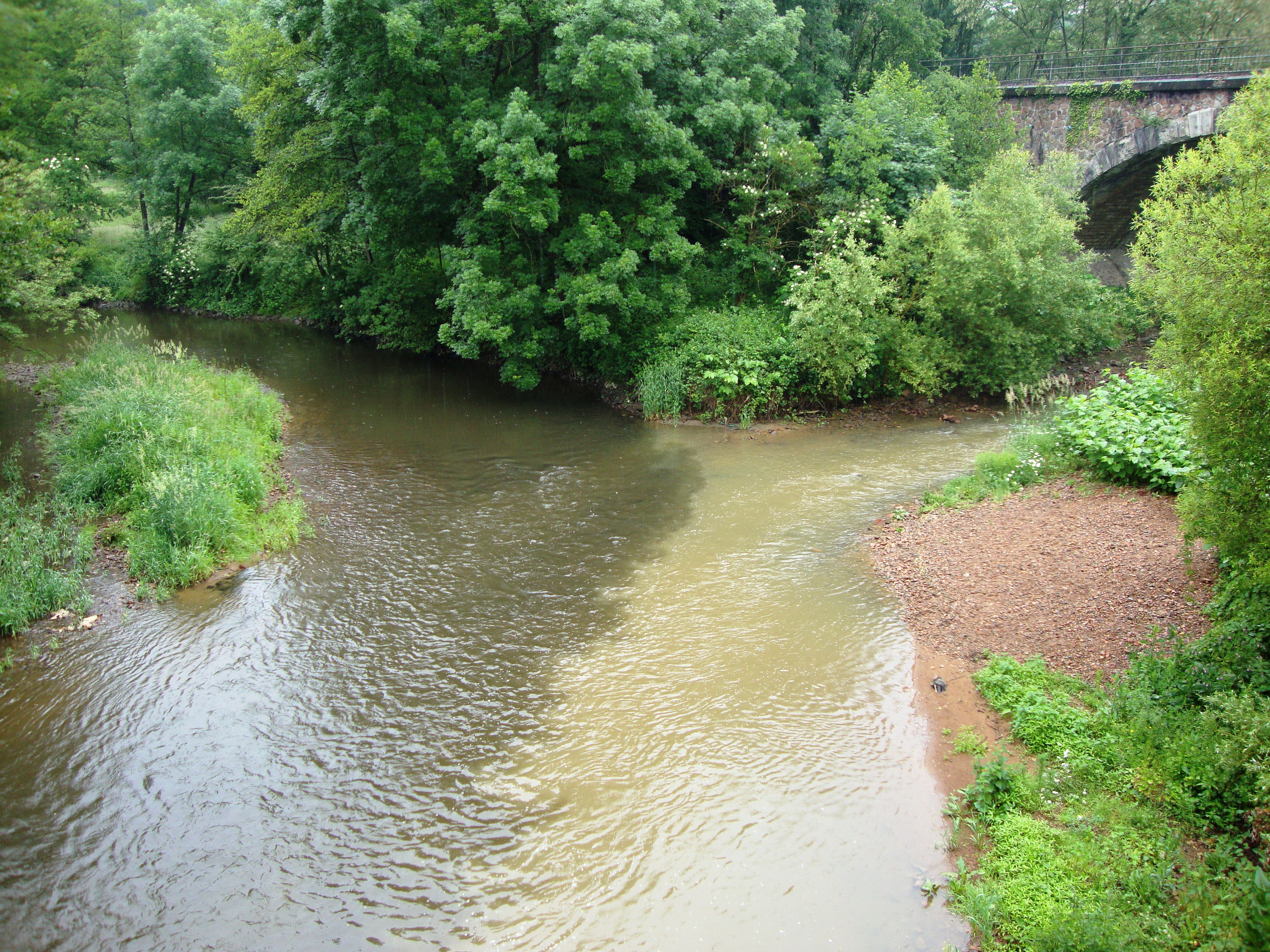
Confluence Rhins-Gand à L'Hôpital-sur-Rhins.

- Le Gand, dont il reçoit les eaux à Saint-Cyr-de-Favières.
- La Trambouze, dont il reçoit les eaux au croisement des limites administratives des communes de Régny, Saint-Victor-sur-Rhins et Montagny.
- Le Lacheron, dont il reçoit les eaux au lieu-dit le Patirot, sur la commune de Saint-Bonnet-le-Troncy.

## Communes traversées
- Ranchal / Thel
- Saint-Vincent-de-Reins

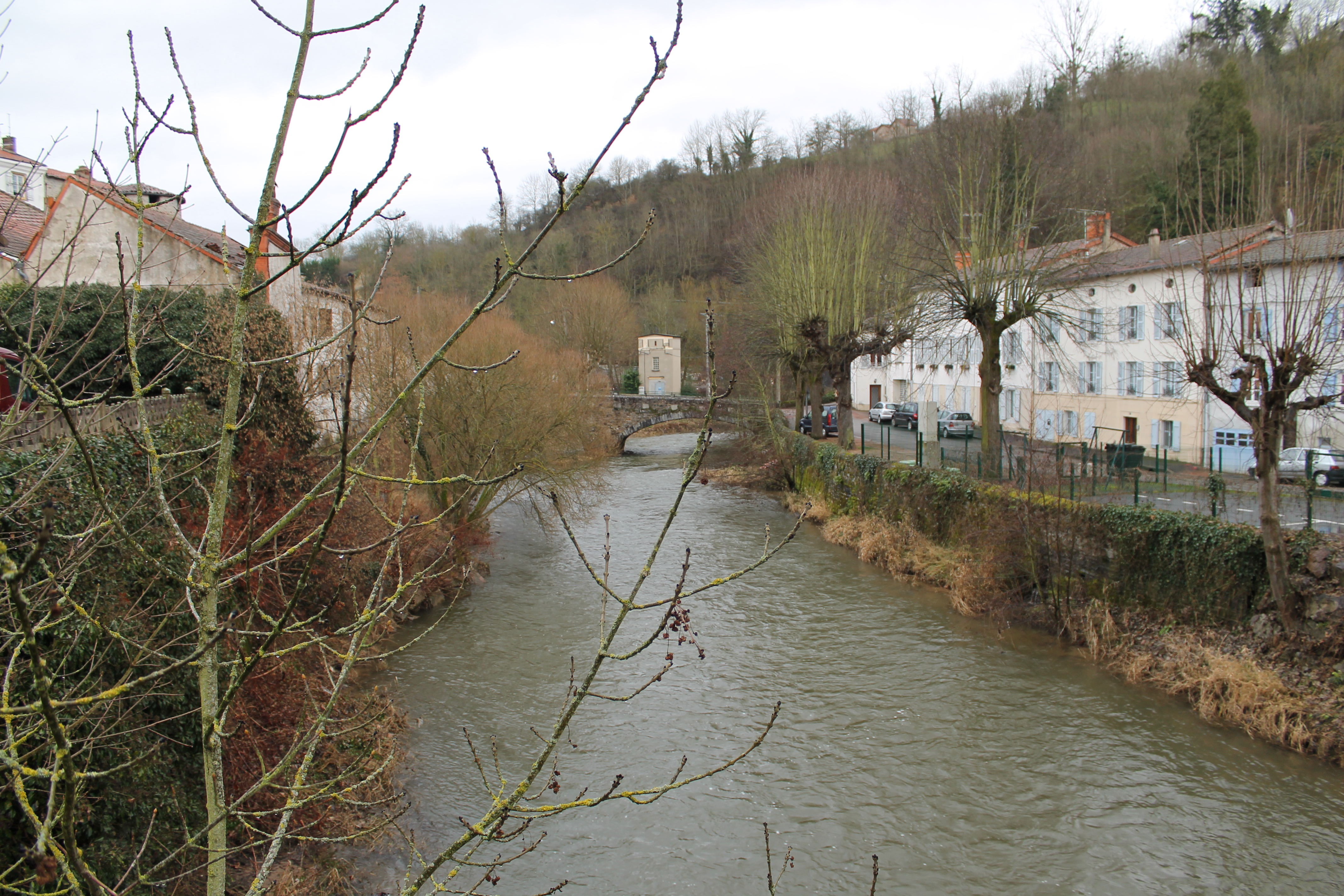
Le Rhins traversant Régny.

- Saint-Bonnet-le-Troncy (sur la délimitation avec la commune de Saint-Vincent-de-Reins)
- Cublize
- Amplepuis
- Saint-Victor-sur-Rhins
- Régny
- Saint-Cyr-de-Favières
- Roanne

## Hydrologie
Le Rhins est une petite rivière assez abondante. Son débit a été observé sur une période de 40 ans (1969-2008), à Saint-Cyr-de-Favières, localité du département de la Loire située peu avant son confluent avec la Loire à Roanne. Le bassin versant de la rivière est de 427 km2.
Le module de la rivière à Saint-Cyr-de-Favières est de 5,25 m3/s.
Le Rhins présente des fluctuations saisonnières de débit assez fortes, avec des hautes eaux d'hiver-printemps, de novembre à mai inclus, portant les débits mensuels moyens au niveau de 6,0 à 8,9 m3/s (avec un maximum en février). Ces hautes eaux sont suivies d'une chute rapide ce qui mène directement à la période d'étiage d'été, qui a lieu de juillet à septembre, avec un minimum mensuel moyen de 1,22 au mois d'août.
Le VCN3 peut chuter jusque 0,15 m3/s (150 litres), en cas de période quinquennale sèche.
Les crues peuvent être très importantes malgré l'étroitesse de son bassin versant. Les QIX 2 et QIX 5 valent respectivement 61 et 91 m3/s. Le QIX 10 est de 110 m3/s. Quant au QIX 20, il se monte à 130 m3/s, tandis que le QIX 50 atteint 150 m3/s.
Le débit instantané maximal enregistré a été de 239 m3/s le 1er mai 1983. Quant au débit journalier maximal il était de 132 m3/s le même jour.
Les débits de crue du Rhins sont supérieurs à ceux du Lignon du Forez voisin, bien que son débit moyen soit moindre, tout comme son bassin versant.
Le Rhins est une rivière abondante mais irrégulière, alimentée par des précipitations assez importantes surtout dans la partie supérieure de son bassin (Haut Beaujolais). La lame d'eau écoulée dans son bassin versant est de 388 millimètres annuellement, ce qui est supérieur à la moyenne d'ensemble de la France tous bassins confondus, ainsi qu'à la moyenne de la totalité du bassin de la Loire (244 millimètres à Montjean-sur-Loire). Le débit spécifique (ou Qsp) est de 12,3 litres par seconde et par kilomètre carré de bassin.